# 七匹狼 (香烟)
七匹狼，是福建中烟工业有限责任公司推出的一个香烟品牌。

## 历史
1995年，龙岩卷烟厂推出七匹狼系列香烟。2007年12月，“七匹狼”品牌卷烟被福建省人民政府评为“2007年度福建”品牌。

## 产品系列[6]
- 经典系列：蓝、蓝新版、白、白金、红金、金、枣红、新枣红、红、软红、软灰
- “纯”系列：纯雅、纯翠、纯尚、纯境、纯香、纯典、纯金
- “豪”系列：豪情、豪迈、豪运
- “典”系列：睿典、雅典、庆典、圣典、金典
- 16支系列：16支纯香、16支通仙、16支通泰
- 合并系列：古田、厦门、红狮
- “金砖”系列：金砖中支、金砖细支、金砖时代、乘风启航
- “通”系列（7匹狼系列）：通仙、通运、通泰、通福、小通仙、大通仙、通仙境、通仙纯、通仙3mg、通仙300
- “锋芒”系列：锋芒、硬锋芒、软锋芒
- 其他系列：金砂、尚品、蓝钻、翠碧嘉缘、福道、行天下、鸿福、君如意、大富贵、鸿运

## 兄弟品牌
古田、金桥、土楼、石狮、厦门